# Passow (Meklemburgia-Pomorze Przednie)
Passow (pol. Proszów) – miejscowość i gmina w Niemczech, w kraju związkowym Meklemburgia-Pomorze Przednie, w powiecie Ludwigslust-Parchim, wchodzi w skład Związku Gmin Eldenburg Lübz.

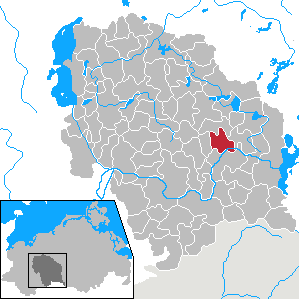
Położenie gminy na mapie powiatu Parchim

## Geografia i komunikacja
Gmina położona jest 9 km na południe od Goldbergu i około sześciu km na północ od Lübz. Na południe od Passow położone jest jezioro Passower See i droga wodna Müritz-Elde. Obok miejscowości Weisin znajduje się jezioro Weisiner See. Najwyższym punktem w tej równinnej gminie jest wzniesienie koło miejscowości Brüz o wysokości 80,5 m n.p.m.

## Miejscowości
W skład gminy wchodzą następujące miejscowości:
| - Brüz - Charlottenhof - Neu Brüz | - Passow - Unter Brüz - Weisin | - Welzin |

## Historia
Pierwsza wzmianka o Passow (pod nazwą Parsowe) pochodzi z 1328 r. Nazwa pochodzi od starosłowiańskiego słowa prah i jako forma dopełniaczowa wskazuje na zasadźcę o przydomku Parš.
Pierwsza pisemna wzmianka o miejscowości Brüz  (pod nazwą Bruseuisz) pochodzi z 1295 r. Nazwa pochodzi od starosłowiańskiego słowa brusu oznaczającego kamień.
Nazwa miejscowości Welzin pochodzi od słowiańskiego zasadźcy o przydomku Volča (wilk) i oznacza "osadę Wilka".

## Zabytki
- klasycystyczny zamek (wybudowany w 1842 r.) w Passow, w 2000 r. zaadaptowany na hotel
- Kościoły wiejskie w Passow, Unter Brüz i Weisinie
- dworek z parkiem w Weisinie

## Galeria

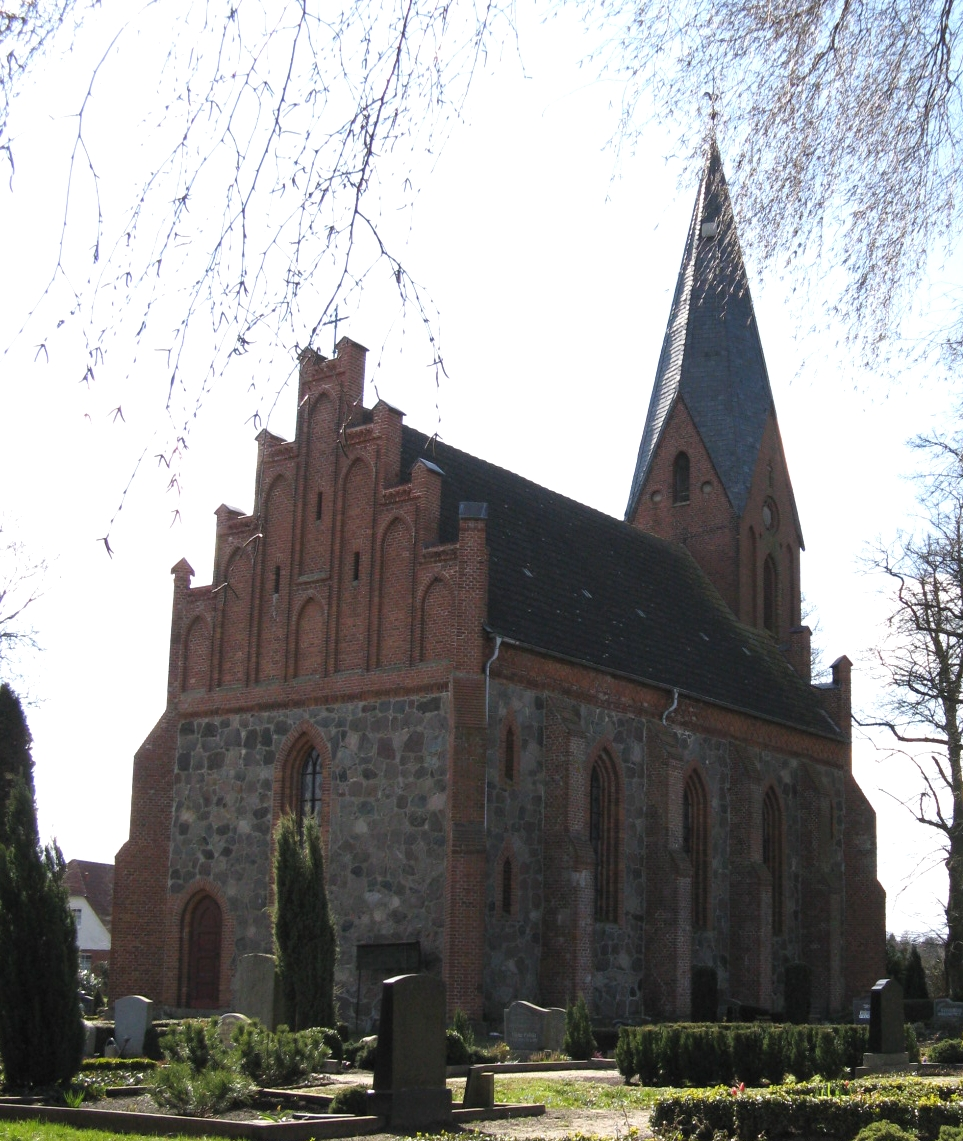
Kościół w Passow
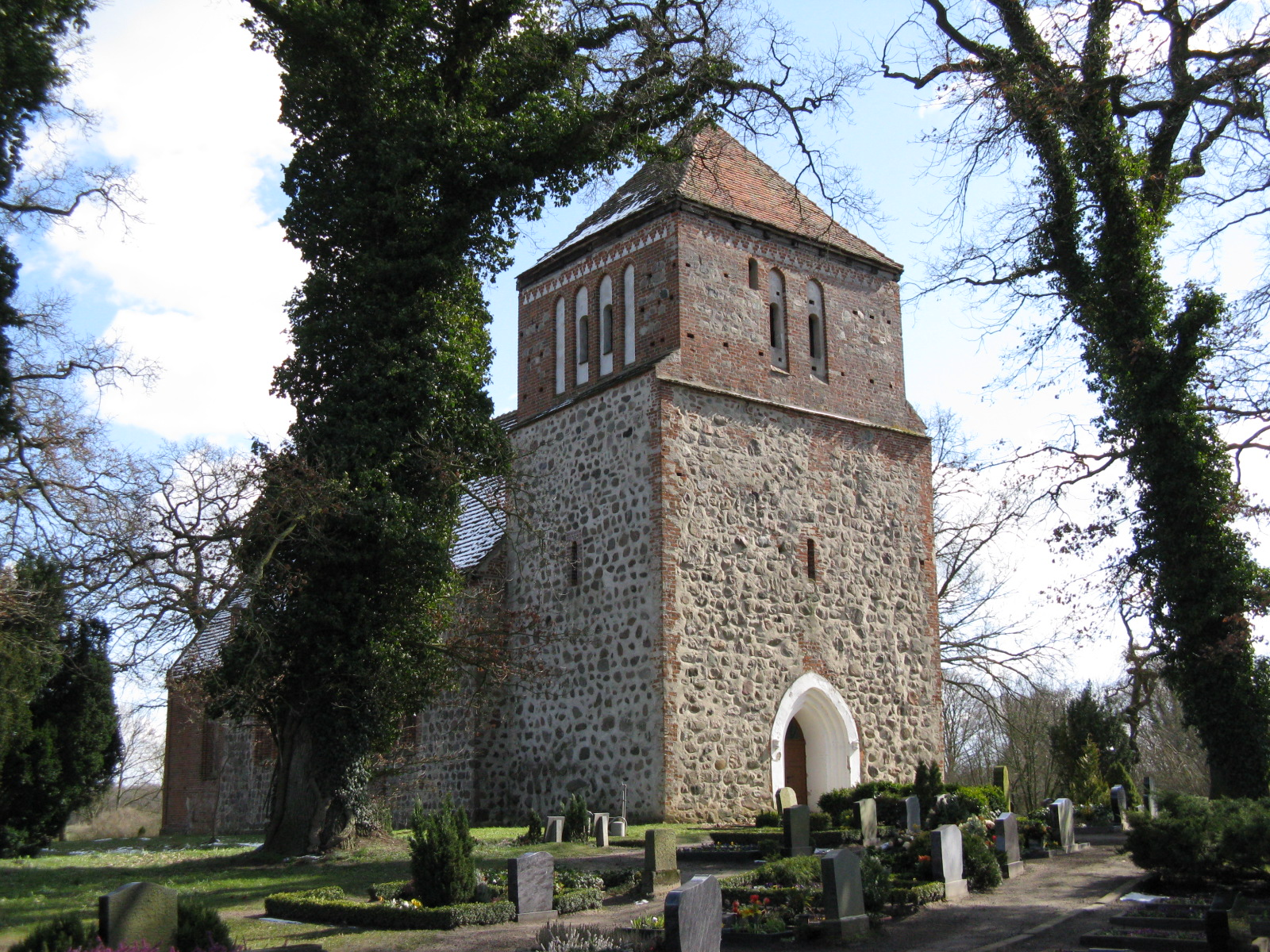
Kościół w Unter Brüz
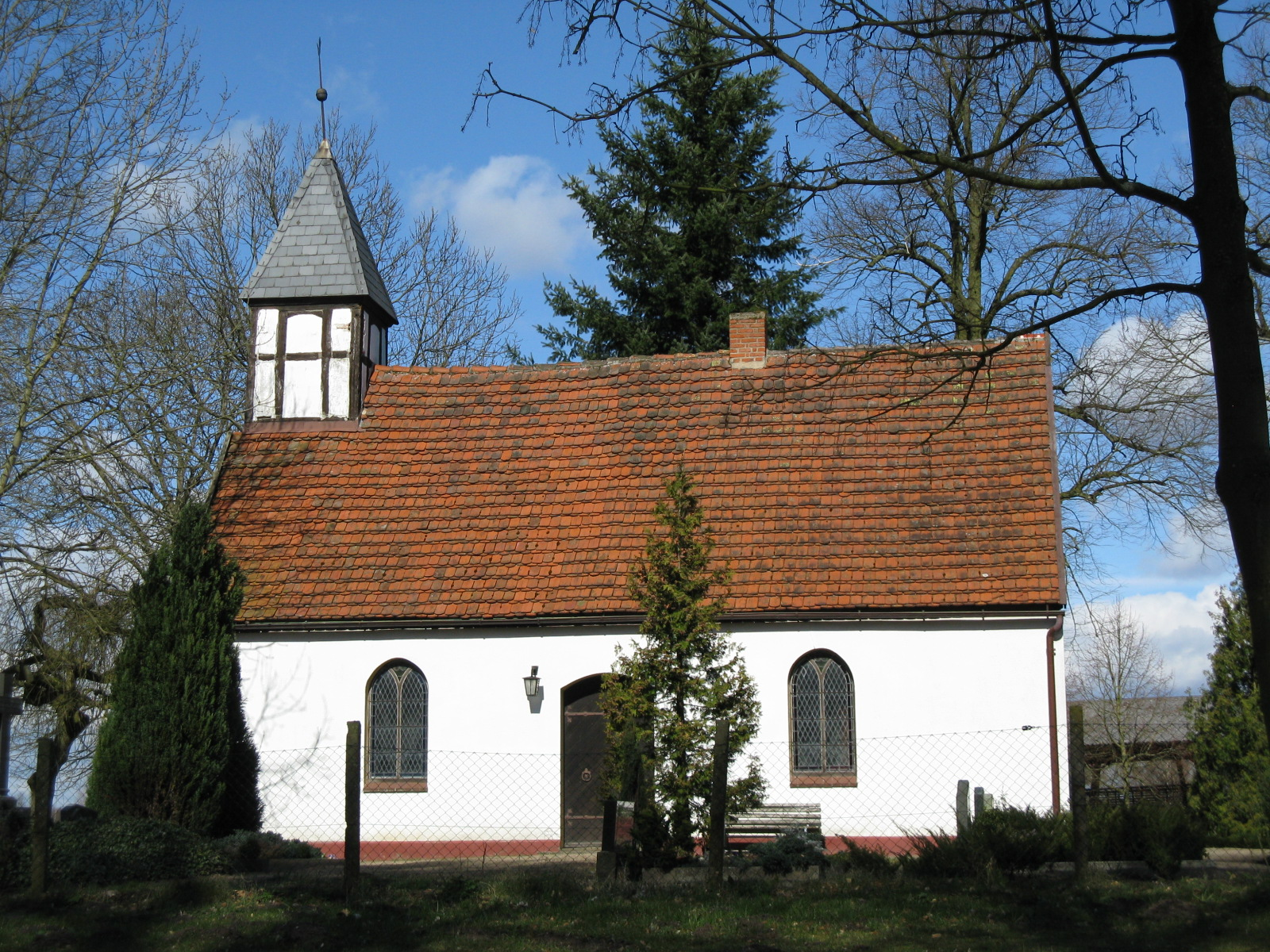
Kościół w Weisinie